# Ira B. Bernstein
Pour les articles homonymes, voir Bernstein.
Ira Borah Bernstein, né le 8 novembre 1924 et mort le 8 octobre 2024, est un physicien théoricien américain spécialisé dans la physique des plasmas. Il est le premier à formuler la théorie des ondes électrostatiques se propageant dans un plasma magnétisé en 1958, qui sont maintenant communément appelées ondes de Bernstein en physique des plasmas.
Il travaille aussi sur le développement du principe énergétique dans l'étude des instabilités du plasma ainsi que la formulation de la solution exacte (unidimensionnelle) à la propagation des ondes électrostatiques dans un plasma non magnétisé également connu sous le nom de modes Bernstein – Greene – Kruskal.

## Jeunesse et carrière
Bernstein étudie le génie chimique au City College de New York (Baccalauréat 1944)  et en 1950 obtient son doctorat de l'Université de New York avec sa thèse intitulée "Improved Calculations on Cascade Shower Theory". De 1950 à 1954, il travaille dans les laboratoires de recherche de Westinghouse. De 1954 à 1964, il est scientifique au Laboratoire de physique des plasmas de Princeton, où il participe en tant que chercheur principal au projet Matterhorn lorsque le projet implique des recherches secrètes du gouvernement américain sur la fusion magnétique. En 1964, il devient professeur de physique appliquée à l'université de Yale, où il est depuis 1994 professeur « Carl A. Morse » de génie mécanique et de physique appliquée. En 2004, il prend sa retraite avec le rang de professeur émérite.
Il est consultant en recherche auprès des laboratoires de recherche de United Technologies et RCA, du Laboratoire national de Los Alamos et du Laboratoire de recherche navale. Il est membre du comité consultatif sur la politique de fusion et du comité consultatif pour l'énergie de fusion au département américain de l'énergie.
En 1982, Bernstein reçoit le prix James Clerk Maxwell pour la physique des plasmas de la Société américaine de physique. En 1984, il est élu membre de l'Académie nationale des sciences.